# Madonna (Edvard Munch)
Madonna és el títol habitual donat a una obra del pintor expressionista noruec Edvard Munch, qui va pintar diverses versions de la mateixa composició mostrant una figura femenina de mig cos amb el pit nu. Van ser realitzades el 1892 i el 1895 amb la tècnica de pintura a l'oli sobre llenç. També algunes versions en gravat.
La versió propietat del Museu Munch d'Oslo va ser robada el 2004, encara que es va recuperar dos anys més tard. Dues versions més són propietat de la Galeria Nacional de Noruega i la Kunsthalle d'Hamburg. Una altra és propietat de l'empresari Nelson Blitz, i una va ser comprada el 1999 per Steven A. Cohen.
Les impressions litogràfiques de la composició es distingeixen per una vora decorativa ondulant i amb una figura d'un fetus en la cantonada inferior esquerra. La versió de 1893 de la pintura tenia un marc amb una decoració similar, però es va retirar després i es va perdre. Les litografies també existeixen en versions diferents.

## Títol
Encara que es tracta d'una presentació molt inusual, és possible que fos una pintura de Maria, la mare de Jesús, el títol de Madonna pot estar destinat específicament com una representació de Maria, encara que Munch utilitza més d'un títol, tant Dona que estima com Madonna. Munch no és famós per obres d'art religioses i no era conegut com a cristià. L'afinitat a Maria també podria tenir com a objectiu, tanmateix, un èmfasi en la bellesa i la perfecció de la seva amiga i model Dagny Juel-Przybyszewska, i una expressió del seu culte en ella com un ideal de dona.

## Interpretacions
L'historiador de l'art Werner Hofmann suggereix que la pintura és una "imatge de devoció estranya glorificant l'amor decadent. El culte a la dona forta que redueix l'home en la subjecció que dona a la figura de la dona proporcions monumentals, i que també en fa un dimoni."

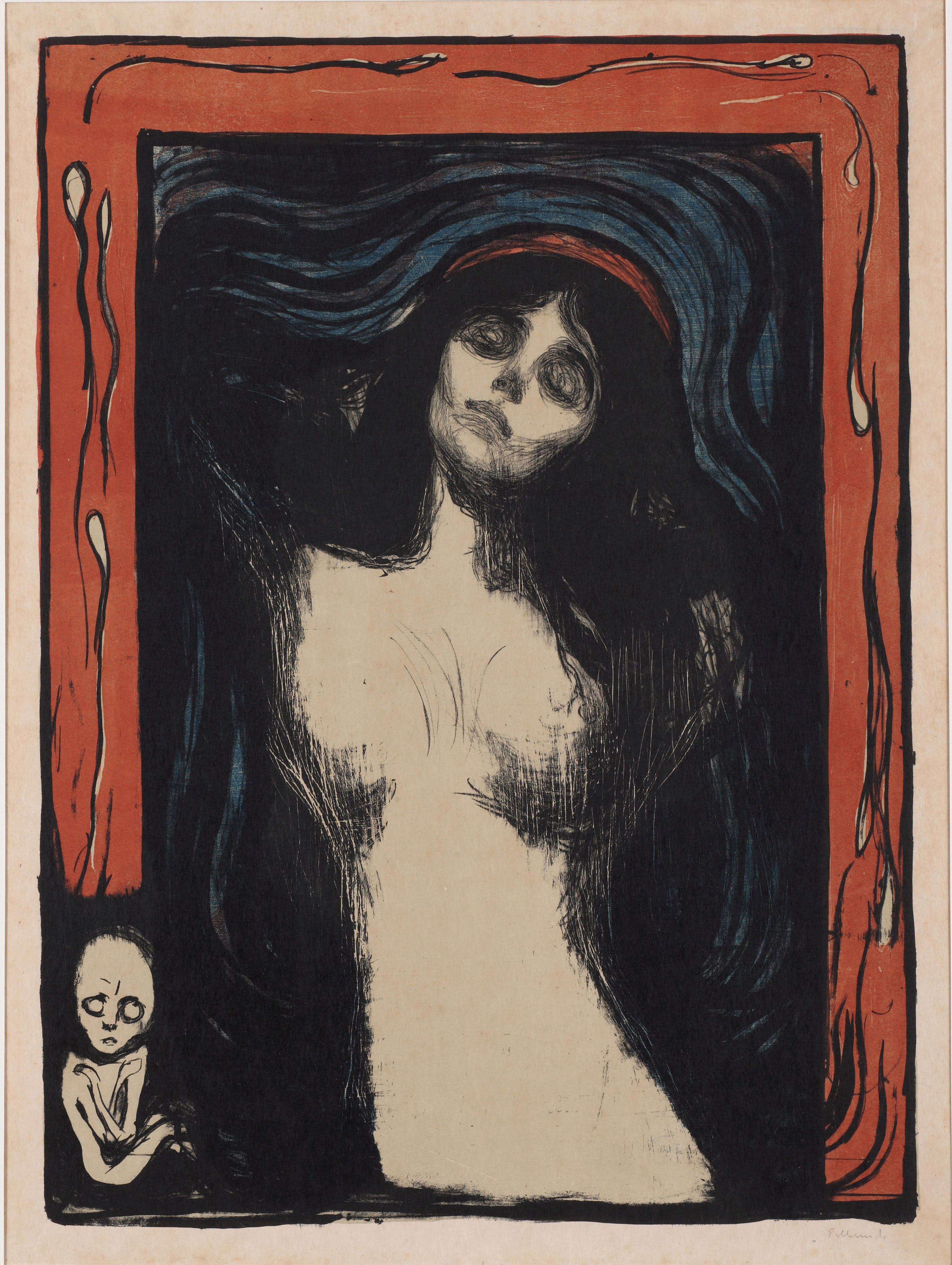
Litografia en color de l'Ohara Museum of Art. 1895–1902. 60.5 × 44.4 cm

Sigrun Rafter, historiador de l'art a la Galeria Nacional d'Oslo suggereix que la intenció és de representar la dona en l'acte de la vida de les relacions sexuals, amb la unió de santedat i sensualitat capturat per Munch. L'halo daurat habitual de Maria ha estat substituït per un halo vermell que simbolitza la dualitat de l'amor i el dolor. El punt de vista de l'espectador és el de l'home que fa l'amor amb ella. També en aquest posat inusual, ella encarna alguns dels elements clau de les representacions canòniques de la Verge: té una tranquil·litat i una calma amb confiança de si mateixa, a ulls clucs, expressa la modèstia. Aquests elements suggereixen aspectes de les representacions convencionals de l'Anunciació. Robert Melville afirma que la imatge representa "l'èxtasi i el dolor en l'acte d'amor". En comentar sobre la versió litogràfica, diu que "la vora decorativa consta d'espermatozoides de cua llarga amb filaments que serpentegen pels tres costats de la imatge i acaben en una cantonada com un penjoll de fetus o alguna cosa similar."

La crítica feminista Carol Duncan s'inclina per interpretar la figura com una Femme fatale: 
| «                    | Madonna de Munch (1893-1894), és una vampiressa per excel·lència, insinua visualment l'imaginari de la victimització. Els gests familiars de l'entrega (el braç darrere el cap) i la captivitat (el braç darrere l'esquena, com si estigués obligat). Aquests gests tenen una llarga història en l'art occidental... Munch els va utilitzar en la seva Madonna per mitigar la seva afirmació del poder femení; el gest de derrota comprova subtilment la força fosca, que preval sobre la «Dona». La mateixa ambivalència també es pot veure en la relació espacial entre la figura i l'espectador: pot veure la dona com si estès dreta davant seu o com si es trobés ajaguda sota seu. | » |
| — Carol Duncan, 1991 | |   |

Peter Day identifica una "dicotomia" entre la inquietant imatge d'una mare monstruosa i la de la subjectivitat i autosuficiència femenines.

## Robatori
El 29 de març de 1990 una versió de Madonna i d'altres tres obres d'art van ser robades de la Galeria Kunsthuset AS a Oslo. El 22 de juny de 1990, la policia trobava tres de les obres d'art a una casa privada a Drammen, Noruega. La quarta havia estat localitzada el dia anterior a una casa privada als voltants de Sande. Durant els processos judicials, Ole Christian Bach era el sospitós d'haver organitzat tant el robatori com la seva manipulació. El setembre de 1992, Bach va ser condemnat a presó per set mesos per manipulació d'objectes robats.
Diumenge 22 d'agost de 2004, al Museu Munch una versió de Madonna i El crit van ser robats per homes emmascarats amb armes de foc. Els lladres van obligar els guàrdies del museu que es tiressin a terra i van escapar en una camioneta negra, que la policia va trobar més tard abandonada. Ambdues pintures van ser recuperades per la policia d'Oslo el 31 d'agost de 2006. L'endemà, Ingebjørg Ydstie, director del Museu Munch, va dir que l'estat de les pintures era molt millor de l'esperat i que els danys, incloent-hi un forat de 2,5 cm en la pintura de la Madonna, podrien ser reparats.